# Święta Trójca (obraz Masaccia)
Święta Trójca – fresk włoskiego malarza quattrocenta Masaccia namalowany ok. 1425 jako epitafium rodziny Lanzich.
Dzieło Masaccia jest uważany za pierwszy obraz w którym zastosowano perspektywę linearną. Powstał prawdopodobnie w wyniku współpracy z florenckim architektem Filippo Brunelleschim (autorem kopuły w katedrze florenckiej). Dzięki jego technice i pomocy, Masaccio namalował obraz, gdzie widz spogląda z obniżonej perspektywy niejako przez otwór w głąb kaplicy. Wrażenie głębi potęguje beczkowate sklepienie oraz kasetonowy sufit.
Malarz połączył dwa motywy: Trójcy Świętej oraz dwoistej natury Jezusa, boskiej i człowieczej.
W centralnym punkcie znajduje się ukrzyżowany Chrystus. Nad nim góruje postać Boga Ojca a pomiędzy nimi w postaci gołębicy, Duch Święty. Po obu bokach krzyża stoi Maria i św. Jan. Scena jest oddzielona wysokim progiem i rzymskim łukiem triumfalnym, będącym nawiązaniem do zwycięstwa Chrystusa nad śmiercią i Zmartwychwstnia. Głębie pomieszczenia akcentują dwie dodatkowe postacie klęczące przed bocznymi pilastrami, fundatorzy obrazu z rodu Lanzich. Oni wraz ze szkieletem są uosobieniem ziemskiej rzeczywistości oczekującej zbawienia.
Powyższa część fresku została przedstawiona nad sarkofagiem, co daje wrażenie pomieszczenia znajdującego się w kaplicy. Na sarkofagu znajduje się inskrypcja a pod nią, namalowany również w perspektywie, szkielet Adama. Według tradycji jego grób znajduje się pod Golgotą. Inskrypcja niesie ostrzeżenie, by nie zapominać, iż wszystko co ziemskie przemija - Byłem czym ty jesteś, ty będziesz czym jestem ja.            
Fresk ma kompozycje trójkątną. Na podłożu obrazu, przy bliższym zbadaniu widoczne są linie pomocnicze jakimi posłużył się malarz w kompozycji i przedstawienia perspektywy. Centralny punkt od którego wychodzą linie znajduje się na wysokości dolnego stopnia.